# Mihael Sever Vanečaj
Mihael Sever Vanečaj ali Miháo Sever, Mihál Sever, (madž. Vanecsai Szever Mihály), slovenski evangeličanski duhovnik, pisatelj, prevajalec in urednik, * 1690(?), Vaneča(?); † 1750, Čobin (madž. Nemescsó).

## Življenje
Ni znano, ali je Vaneča kraj njegovega rojstva, ali je tam samo služil. Oče mu je bil verjetno Jure Sever, mati se je imenovala Marta. Bil je nižji plemič. V tistem času so slovenski plemiči na Ogrskem privzeli priimek po rojstnem kraju ali bivališču.
Sever je bil učitelj v nemški verski občini Nemescsó na zahodnem Madžarskem (županija Vas). Drugi podatki o njegovem življenju niso znani. Po poročilu Štefana Küzmiča (Vöre krsztsánszke krátki návuk, 1754) je morda uporabljal ime Vanecsaj, Vanecsai (= váneški).

## Delo
Za F. Temlinom je Sever drugi po imenu znani prekmurski pisatelj. Tretja v prekmurščini natisnjena knjiga je njegov Réd zvelicsánsztva, natisnjen v Halleju.
V naslovu Predgovora Lüblénomi szlovenszkomi národi, steri evangelicsanszko vöro vadlue … je prvič v slovenski knjigi uporabljen pojem slovenski narod, čeprav morda v pomenu ljudstvo. Delo je po pričevanju Števana Küzmiča  prevedel iz nemščine. V njem je podal:
- bistvo Svetega pisma,
- glavne člene vere v obliki vprašanj in odgovorov (str. 3–42),
- molitve (str. 43–64),
- prevode 18 pesmi:
  - nekaterih neugotovljenih madžarskih avtorjev,
  - nemških protestantov S. Weingarta, M. Samuela Rodigasta, J. Franckeja, J. Fliednerja,
  - 46. psalma (po Luthru),
  - l., 25. in 32. Davidovega psalma.

Prevod je v glavnem ritmična proza. To so prva tiskana poetična besedila v prekmurskem narečju. So začetek prekmurske protestantske pesmarice.